# Nara Club
Maillots
Actualités
Le Nara Club (奈良クラブ) est un club japonais de football basé à Nara dans la préfecture du même nom. Le club évolue en J.League 3.

## Histoire
Le Nara Club a été créé en 1991 sous le nom de Tonan Club avant son changement de nom par Nara Club en 2008.
Après avoir été promu en 2015 en Japan Football League, c'est lors de la saison 2022 que le club est promu en J.League 3.

## Palmarès
| Compétitions nationales                            | Compétitions internationales |
| - Championnat du Japon de D4 (0) - Champion : 2022 | - Néant                      |

## Joueurs et personnalités du club

### Entraîneurs
Le tableau suivant présente la liste des entraîneurs du club depuis 2011.
| Rang | Nom             | Période   |
| ---- | --------------- | --------- |
| 1    | Satoru Yoshida  | 2011      |
| 2    | Masashi Hachuda | 2012-2013 |
| 3    | Jiro Yabe       | 2013      |

| Rang | Nom                | Période   |
| ---- | ------------------ | --------- |
| 4    | Atsushi Nakamura   | 2014-2017 |
| 5    | Norihiro Satsukawa | 2017-2019 |

| Rang | Nom             | Période   |
| ---- | --------------- | --------- |
| 6    | Kōichi Sugiyama | 2019-2020 |
| 7    | Maiki Hayashi   | 2020-2021 |

| Rang | Nom                    | Période   |
| ---- | ---------------------- | --------- |
| 8    | Dario Rodriguez Mancha | 2021      |
| 9    | Julian Marín Bazalo    | 2021-2024 |
| 10   | Ichizo Nakata          | 2024-     |

### Effectif actuel
Mise à jour le

## Bilan saison par saison
Ce tableau présente les résultats par saison de Kagoshima United dans les diverses compétitions nationales et internationales depuis la saison 2016.
| Saison | Championnat | Championnat | Championnat | Championnat | Championnat | Championnat | Championnat | Championnat | Championnat | Championnat | Coupe du Japon | Coupe de la Ligue |
| Saison | Division    | Pos         | Pts         | J           | V           | N           | D           | BP          | BC          | Diff.       | Coupe du Japon | Coupe de la Ligue |
| ------ | ----------- | ----------- | ----------- | ----------- | ----------- | ----------- | ----------- | ----------- | ----------- | ----------- | -------------- | ----------------- |
| 2023   | J3 League   | 5e          | 57          | 38          | 15          | 12          | 11          | 45          | 32          | +13         | 1er tour       | -                 |
| 2024   | J3 League   | 17e         | 39          | 38          | 7           | 18          | 13          | 43          | 56          | -13         | 2e tour        | 1er tour          |
| Saison | Division    | Pos         | Pts         | J           | V           | N           | D           | BP          | BC          | Diff.       | Coupe du Japon | Coupe de la Ligue |
| Saison | Championnat |             |             |             |             |             |             |             |             |             | Coupe du Japon | Coupe de la Ligue |